# 佐倉俠史朗
佐倉 俠史朗（さくら きょうしろう、2005年11月3日 - ）は、福岡県久留米市出身のプロ野球選手（内野手・育成選手）。右投左打。福岡ソフトバンクホークス所属。

## 経歴

### プロ入り前
久留米市立宮ノ陣小学校1年生の時に野球を始め、久留米市立宮ノ陣中学校在学時は硬式野球のクラブチームである球道ベースボールクラブでプレーしていた。
九州国際大学付属高等学校に進学し、1年春からベンチ入り。同年秋から4番を務め、5本塁打を放つ活躍で九州大会優勝、明治神宮大会ベスト4に貢献した。2年春の第94回選抜高等学校野球大会に出場し、クラーク記念国際との1回戦で延長10回にサヨナラ勝ちとなる犠飛を記録。広陵との2回戦では3安打を記録し、勝利に貢献した。浦和学院との準々決勝では一時同点となる適時打を放つも、その後勝ち越され敗れた。同年夏の第104回全国高等学校野球選手権大会にも出場したが、2回戦で浅野翔吾擁する高松商業に敗れ、自身も2試合で1安打と不振だった。同年秋から主将を務めたが、福岡大会では初戦で敗れた。3年夏の第105回全国高等学校野球選手権大会では土浦日大との初戦（2回戦）で1安打を記録したが、チームは完封負けを喫した。高校通算31本塁打。1学年上に野田海人がいた。
2023年10月26日に開催されたドラフト会議にて、福岡ソフトバンクホークスから育成3位指名を受けた。11月11日に支度金300万円、年俸360万円で仮契約し、12月4日、福岡市内で入団発表会見が行われた。背番号は129。

### ソフトバンク時代
2024年は二軍戦での出場はなかった。

## 人物
福岡県出身で幼少期からソフトバンクのファン。小学生の頃に現地観戦し、吉村裕基がサヨナラ本塁打を放った試合が印象に残っているという。

## 詳細情報

### 背番号
- 129（2024年[14] - ）